# محمد مسعود بك
محمد مسعود بك الإسكندري (1872 - 1940) صحفي وكاتب مصري. ولد بالإسكندرية وتعلم بها وبالقاهرة. أتقن الفرنسية واللاتينية وعمل مدرّسًا أولا ثم ساهم في الصحافة محرّرًا منذ 1895 وإنشاء صحف أخرى. تنقل بين عدة وظائف في الحكومة فكان مديرًا للمطبوعات ثم مديرًا لقسم الترجمة والنشر في وزارة التجارة والصناعة إلى تقاعده سنة 1932. له مقالات ومؤلفات كثيرة في اللغة والتاريخ نشرت في الصحف المصرية، وعدة روايات، وترجمات عن الفرنسية. توفي في القاهرة عن 68 عامًا.

## سيرته
هو محمد مسعود بن حسن عفيفي الإسكندري. ولد سنة 1289 هـ/ 1872 م في الإسكندرية، ونشأ بها. تعلم بالمدارس الأميرية، ورأس التين، ومدرسة سانت كاترين الثانوية، وبعد تخرجه اشتغل بتدريس اللغة الفرنسية بمدرسة رأس التين الثانوية. 

دخل الصحافة، وأنشأ جريدة «منفيس» بالعربية والفرنسية سنة 1895 في القاهرة، ثم جريدة «المنبر» و«الآداب» و«النظام» وحرر في جريدة «المؤيد». اشترك مع خليل مطران في تحرير «المجلة المصرية»، ومع مصطفى كامل باشا في تحرير «اللواء» الفرنسية. 

وفي سنة 1910 عاد إلى الوظائف، وعيّن محررًا فنيًا بقلم المطبوعات وصار يترقى حتى عيّن مديرًا للمطبوعات، ومديرًا لقسم الترجمة والنشر بوزارة التجارة والصناعة. تقاعد في سنة 1932.

توفي محمد مسعود بك سنة 1359 هـ/ 1940 م في القاهرة، وأقيمت له حفلة تأبين كبرى في مسرح حديقة الأزبكية، ورقاه كثير من الأدباء منهم خليل مطران، وأحمد محرم، ومحمد علي علوية باشا.

وصفه محمد زكي مجاهد بأنه كان «فذًا في الترجمة الفرنسية إلى العربية وكاتبًا قديرًا في الغة العربية وآدابها وذا نزعة كريمة يشيد بمصر وآمالها ويتغنى بمجد العرب وتاريخهم وعظمتهم ويفيض طبعه بدقة الحس والفكر ورقّة العاطفة والشعور.»

## آثاره
من مؤلفاته:
- «تقويم المؤيد»
- «الأدب اللائق»
- «لباب الآداب»، مجموعة مقالات
- «النفحة الدرية في تخطيط مدينة الإسكندرية»
- وسائل النجاح»
- «معارج الفلاح»
- «المرأة في أدوارها الثلاثة»
- «رحلة السطان حسين كامل»
- «رحلة الملك فؤاد»
- «جاهل ومتطب»، رواية
- «البخيل»، رواية
- «وردة»، جزءان
- «السر في خطأ القضاء»
- «حضارة» لجوستان لبون، ترجمة
- «الاقتصاد السياسي»
- «مصر في القرن التاسع عشر»
- «لمحة عامة إلى مصر»، جزءان
- «رحلة قبطان مصري في أعالي النيل»
- «رحلة الأمير يوسف كامل»
- «الوثائق»
- «فهرس الأغاني»
- «ثمار الثمر»